# Starostwo w Słupsku
Starostwo Powiatowe w Słupsku – zabytkowy budynek starostwa powiatowego w Słupsku, znajdujący się przy ul. Szarych Szeregów 14, wybudowany w 1903 w stylu eklektycznym. 

## Historia
W kwietniu 1901 roku spaliła się dotychczasowa siedziba władz powiatu (Kreishaus), mieszcząca się przy Wasserstraße 8 (dziś ul. Szarych Szeregów). W tej sytuacji tymczasową siedzibą starostwa stał się budynek dawnej szkoły, wynajęty za 2000 marek rocznego czynszu. Ponieważ stan ten nie odpowiadał potrzebom administrowania największym powiatem ziemskim w ówczesnych Prusach (223 000 ha), podjęto decyzję o budowie nowego budynku. Zakupiono dwie działki znajdujące się u zbiegu ulic Wasser- i Wilhelmstrasse o łącznej powierzchni 2700 m kw. Projekt budowlany opracował rządowy radca budowlany Karl Bel. Nowy obiekt miał być funkcjonalny i reprezentacyjny, co z uwagi na położenie na małej, otoczonej budynkami i dwiema ulicami działce, było zadaniem niełatwym. Budynek otrzymał bogaty wystrój architektoniczny: ryzality, kolumny, pilastry, schody, portale, balkony i inne elementy dekoracyjne. 
Budynek jest podpiwniczony, część murów piwnic zbudowana jest z głazów narzutowych. Do gmachu prowadzi sześć wejść. 
Wyposażanie wnętrz budynku rozpoczęto wiosną 1903 roku. Uroczyste otwarcie miało miejsce 6 listopada tego samego roku.